# 박경리 (기업인)
박경리(朴耕里, 1991년 10월 25일 ~ 2024년 5월 27일)는 대한민국의 여성 기업인으로, 대한민국 원조 스트리트 브랜드 (주)안전지대코리아의 이사이다. 2024년 논란이 되었던 양재웅 병원 사망사건의 피해자이다.

## 생애
대한민국 사립 초등학교 경기초등학교를 졸업하였고, 미국 메릴랜드주에 포토맥 지역에 위치한 줄리우스 웨스트 미들 스쿨, 의정부에 위치한 인디안헤드외국인학교를 졸업하였다.
이후 뉴욕 시러큐스 대학교에 입학하였고 심리학을 전공했다. 국내 복귀 후에는 고려대학교 경영대학원에서 이두희 교수  조교로 부임하였고, 이후 안전지대코리아(주)의 이사로 합류하여 부친 및 오빠와 함께 가족사업 경영을 이끌었다.

## 경력
안전지대코리아의 이사로 부임한 이후 해외 마케팅 분야에서 기업을 이끌었다. 이탈리아 중부의 도시 코무네로, 메르케 지역의 마체라타 지방의 Coltorti boutique fashion week에 참가했고, 이탈리아 북부의 최대 도시 밀라노 Coltorti boutique fashion week에 참가하며 안전지대 브랜드의 마케팅을 이끌었다. 김수현이 출연하는 디즈니+ 드라마 넉오프의 안전지대코리아 협찬도 성사시켰던 바 있다.

## 의료과실 (의료소송)

### 양재웅 병원 사망사건
2024년 5월 27일, 경기도 부천에 위치한 알코올 중독 전문 병원에서 마약류 성분이 포함된 다이어트 약 중독 치료를 위해 입원중 사망하였다. 5월 11일 ~ 5월 27일 복부가 팽창되는 효과로 마약을 처방하고 강제적으로 복용하게 하여 장폐쇄가 일어나는 부작용이 발생하였고, 이에 부작용을 일으키는 들코락스정을 처방하여 사망하게 되었다.
국립과학수사연구원의 부검결과에 의하면 급성 장폐색으로, 유가족 측은 유기치사, 업무상 과실치사 혐의로 의료진 6명을 고소하였다. 국립과학수사연구원 부검결과 사인으로 나온 ‘급성 가성 장폐색’과 관련해, 해당 병원에서 투여받은 약물이 원인으로 작용했을 수 있다는 주장이 있었다. 장폐색이 발생할 수 있는 약물인 할로페리돌 주사·페리돌정·쿠아틴정·쿠에티서방정·올란자핀정 등이 박경리에게 처방됐을 뿐 아니라 역시 장폐색에 사용이 금지된 둘코락스 좌약도 투여했다는 것이다. 피해자 박경리의 진료기록에는 이 약물들을 투여한 기록이 남아있다.
피해자의 응급실 이송 요청이 묵살됐다는 주장도 제기 되었다. 유족들은 피해자와 함께 같은 병원에 입원했던 2명의 환자 증언을 인용해 피해자가 계속 119를 불러달라고 요청했으나 의료진이 이를 무시했다고 주장했다. 이 증언을 종합하면, 피해자는 입원 3~4일 뒤인 5월 13~14일부터 복통을 호소했으나 응급조치나 전문치료를 할 수 있는 다른 병원으로 전원 되지 못했다는 것이다.

### 격리·강박사건 규탄 결의대회
한편으로, 정신장애인 당사자 단체인 한국정신장애인연합회(한정연)를 비롯한 29개 정신장애 연대단체 회원 70여명이 해당 병원 앞에 모여 ‘격리·강박사건 규탄 결의대회’를 열었다. 정신병원 강제 입원을 겪은 적 있는 정신장애인 당사자들은 최근 잇따라 드러난 정신병원 사망사건의 진상규명과 책임자 처벌을 촉구하고, 환자의 손발을 침대에 강박하는 행위극을 하며 2km 떨어진 부천시 보건소까지 행진을 벌였다.

### 2024년 국정감사 (보건복지위)
해당 사건은 사회적으로 큰 논란이 되어 국정감사에서도 다뤄졌다. 더불어민주당 서미화 의원은 국정감사에서 해당 병원의 격리 및 강박으로 인한 환자 사망사고에 대한 의료진의 책임과 보건복지부의 관리 감독 문제를 분명히 물을 것으로 언급했다. 관련영상

### 관련 보도
해당 사건은 SBS, MBC와 같은 국내 주요 언론사 뿐만 아니라 BBC에서도 심도있게 다뤄졌다.
- [스브스픽] '묶인 환자 사망' 양재웅 병원, 인권위 현장 조사 (SBS)[8]
- '강박'이 낳은 폐쇄병동의 비극...한국 정신 의료 시스템에는 어떤 문제가 있나 (BBC)[9]
- '이런 지옥인지 몰랐어요'...폐쇄병동에서 무슨 일 일어나나 (BBC)[10]
- '묶인 환자 사망' 양재웅 정신병원, 인권위 현장 조사 받는다 (MBC)[11]
- "진실 밝혀달라" 양재웅 병원서 숨진 환자 유족, 고인 신상 공개 (KBS)[12]
- [단독] 인권위, ‘격리·강박 사망사건’ 양재웅 병원장 등 수사 의뢰 (한겨레)[13]